# Hyposmocoma diffusa
Hyposmocoma diffusa  (лат.) — вид роскошных молей эндемичного гавайского рода Hyposmocoma.

## Описание
Бабочки размахом крыльев 15-19 мм. Окраска усиков преимущественно бледно-охристая, первый их членик белый. Грудь серовато-бурая. Ноги и передние крылья светлые. На передних крыльях около переднего и бокового края крыла имеются группы серовато-бурых чешуек, на остальной часть крыла располагаются серо-коричневые пятна из приподнятых чешуек. Задние крылья и волоски по их краю бледно-коричневато-пепельные. Брюшко беловатое, в своей основной половине сверху  бледно-коричневато-пепельное.

## Распространение
Встречается на островах Кауаи и Мауи.